# Japan Airlines
Japan Airlines (株式会社日本航空 Kabushiki-gaisha Nihon Kōkū?) (también conocida comúnmente como JAL) es una compañía con base en Shinagawa, Tokio y la aerolínea de bandera de Japón. Opera desde sus bases ubicadas en el Aeropuerto Internacional de Haneda y Aeropuerto Internacional de Narita, además sus bases regionales o secundarias como: el Aeropuerto Internacional de Osaka, Aeropuerto Internacional de Kansai y Aeropuerto Internacional Chūbu Centrair. También controla la aerolínea regional J-Air como una subsidiaria y zipair como aerolínea de bajo coste

## Historia
Japan Airlines fue creada el 1 de agosto de 1951 por una disposición del gobierno de Japón, ante la necesidad de contar con un servicio aéreo civil de alcance nacional en medio de la reconstrucción del país tras la Segunda Guerra Mundial. En sus primeros días de operaciones, Japan Airlines realizó vuelos inaugurales entre el 27 y el 29 de agosto de 1951 utilizando un Douglas DC-3 llamado “Kinsei”, arrendado a Philippine Airlines. Posteriormente, el 25 de octubre de 1951, JAL inauguró el primer servicio aéreo doméstico de Japón en la posguerra, empleando un avión Martin 2-0-2 denominado “Mokusei”, con la aeronave y la tripulación arrendadas a TALOA, una filial de Northwest Orient Airlines. Estas operaciones iniciales fueron fundamentales para establecer la presencia de JAL en la industria de la aviación y marcaron el inicio de sus servicios domésticos en Japón.

### Fusión con Japan Air System
Japan Air System (JAS), la tercera aerolínea más grande de Japón, estaba centrada principalmente en rutas domésticas, aunque también contaba con una red internacional limitada. El 2 de octubre de 2002, JAS se fusionó con JAL, dando origen a una nueva compañía holding llamada Japan Airlines System, que se convirtió en el núcleo del Grupo JAL. Esta fusión fortaleció significativamente la capacidad operativa y la red de JAL, consolidándola como la principal aerolínea del país.
En abril de 2007, Japan Airlines ingresó a la alianza Oneworld, ampliando la red de la alianza al añadir 69 nuevas rutas que incluían destinos clave en Japón y China. Sin embargo, durante el período previo a la fusión, JAL enfrentó serias dificultades financieras, lo que llevó a American Airlines, su socio en acuerdos de código compartido, a considerar una inversión en la aerolínea. Esta medida buscaba evitar que Delta Air Lines atrajera a JAL hacia la alianza SkyTeam. Finalmente, JAL optó por mantenerse en Oneworld, reforzando su asociación con American Airlines.

## Filiales

### J-Air (1996-actualidad)
J-Air es una subsidiaria de propiedad total de Japan Airlines (JAL) y miembro afiliado de la alianza Oneworld. Fundada el 8 de agosto de 1996, J-Air opera vuelos regionales en Japón bajo los números de vuelo de JAL, conectando ciudades de nivel dos y tres para evitar los congestionados centros de JAL en Tokio. Su flota está compuesta por aviones Embraer 170 y Embraer 190, adecuados para rutas regionales. La mayoría de sus destinos consisten en lugares que del área del mar de Japón y en donde no hay estaciones de trenes de alta velocidad.
Anteriormente, J-Air operaba con aviones canadienses Bombardier CRJ200, los cuales han sido retirados de servicio.

### JAL Express (1997-2014)
JAL Express fue una aerolínea regional japonesa, subsidiaria de Japan Airlines (JAL), que operó entre 1997 y 2014. Fundada el 1 de abril de 1997, inició sus operaciones el 1 de julio de 1998 con vuelos nacionales desde Osaka a Miyazaki (Miyazaki) y Kagoshima, utilizando aeronaves Boeing 737-400. La aerolínea se distinguió por ofrecer servicios de bajo costo en comparación con otras aerolíneas regionales japonesas, operando rutas domésticas de corto y medio alcance, así como un vuelo internacional a Shanghái. Sus principales centros de operaciones fueron el Aeropuerto Internacional de Osaka-Itami y el Aeropuerto Internacional de Kansai. La flota de JAL Express incluía aviones Boeing 737-400 y 737-800 NG. El 1 de octubre de 2014, JAL Express se fusionó con su empresa matriz, Japan Airlines, consolidando sus operaciones bajo la marca JAL.

## Accidentes e incidentes
- 1968: Un Douglas DC-8, identificado como “Shiga” y con matrícula JA8032, que operaba como el vuelo 2 de Japan Air Lines, realizó un amerizaje cerca del Aeropuerto Internacional de San Francisco debido a un error del piloto al aproximarse bajo una densa niebla. Todos los ocupantes sobrevivieron y no se reportaron heridos. La aeronave fue reparada, renombrada como “Hidaka” y continuó operando para Japan Airlines hasta 1983.
- 1970: El vuelo 351 de Japan Airlines, un Boeing 727 con matrícula JA8315 conocido como “YODOGO,” fue secuestrado el 31 de marzo por nueve miembros de la facción comunista japonesa Liga Roja, precursora del Ejército Rojo Japonés. Los secuestradores tomaron 129 rehenes y, tras negociaciones en el Aeropuerto de Fukuoka, liberaron a los pasajeros en etapas. Finalmente, el avión voló a Corea del Norte, donde los secuestradores recibieron asilo político. El incidente, conocido como el “secuestro de Yodogo,” es uno de los más notorios en la historia de la aviación japonesa.
- 1975: En el un Boeing 747 que operaba en una ruta desde Anchorage (Alaska) hasta Copenhague, se produjo una intoxicación alimentaria grave producida por staphylococcus aureus. En este vuelo, un total de 197 personas sufrieron la intoxicación alimentaria debido a la ingesta de una tortilla que contenía jamón contaminado por el patógeno, siendo la intoxicación alimentaria de Japan Airlines, la más grave de la historia de las aerolíneas.[cita requerida]
- 1978: Un Boeing 747 SR matrícula JA8119 aterriza en el aeropuerto de Itami con la cola muy abajo, provocando un tailstrike (golpe de cola). No hay heridos.
- 1982: Un McDonnell Douglas DC-8 que operaba el vuelo 350 de Japan Airlines se estrelló antes de aterrizar en el Aeropuerto de Haneda. El accidente causó la muerte de 24 personas.[14]
- 1985: El mismo Boeing 747-SR del incidente previo en Itami (Hyōgo), operando esta vez el vuelo 123 de Japan Airlines, sufrió una descompresión explosiva provocada por una reparación defectuosa realizada por el personal de mantenimiento. Después de numerosos ciclos de ascenso y descenso, la aeronave se estrelló al noroeste de Tokio.[15] Fallecieron 520 de las 524 personas a bordo, convirtiéndose en el peor accidente aéreo de la historia que involucra una sola aeronave.
- 2001: En el incidente aéreo de Japan Airlines de 2001, un Boeing 747 y un McDonnell Douglas DC-10 de la misma aerolínea casi chocan en pleno vuelo. Los pilotos del 747 descienden súbitamente para evitar chocar al DC-10. 100 personas quedan heridas debido a la inercia de la maniobra, pero no hay pérdida de vidas. Los vuelos eran el 907 y 958 de Japan Airlines.
- 2024: Un Airbus A350 que operaba el vuelo 516 colisionó con un De Havilland Canada Dash 8 de la Guardia Costera de Japón durante el aterrizaje en el Aeropuerto de Haneda, lo que provocó un incendio. El accidente dejó 5 fallecidos en el avión de la Guardia Costera, mientras que en el Airbus no se reportaron víctimas mortales, aunque 17 personas resultaron heridas.

## Destinos

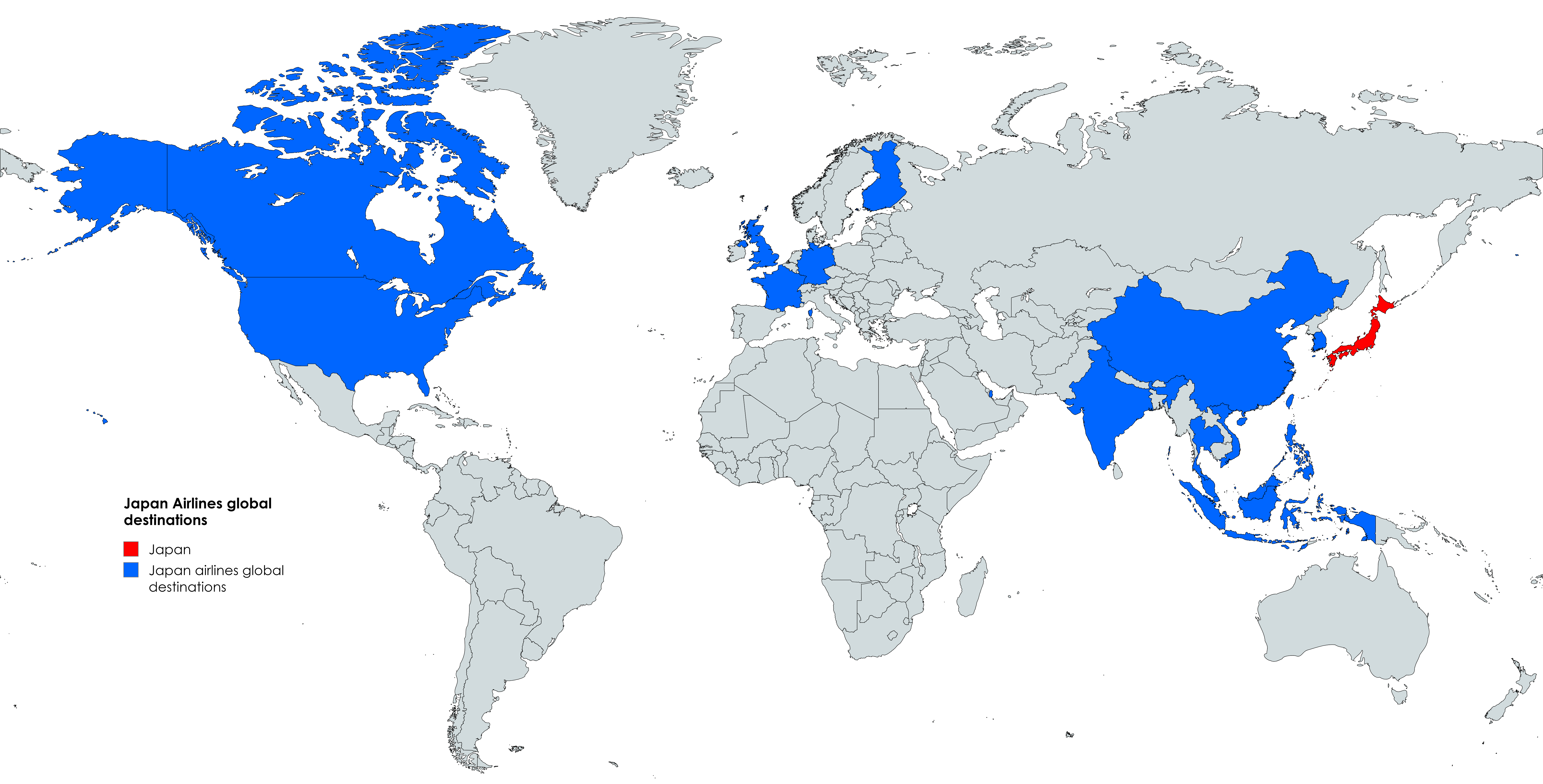
Destinos a nivel global en 2024.

## Flota

### Actual
| Aeronave          | Total | Pedidos | Rutas               | F     | J     | W     | Y     | Total | Notas                                             |
| ----------------- | ----- | ------- | ------------------- | ----- | ----- | ----- | ----- | ----- | ------------------------------------------------- |
| Airbus A350-941   | 15    | 1       | Ultra largo alcance | 12    | 94    | 0     | 263   | 369   | Uno Fue Perdido en el Vuelo 516 de Japan Airlines |
| Airbus A350-1041  | 6     | 0       | Ultra largo alcance | TBA   | TBA   | TBA   | TBA   | TBA   |                                                   |
| Boeing 737-846    | 42    | 0       | Medio alcance       |       | 20    |       | 145   | 165   |                                                   |
| Boeing 767-346ER  | 24    | 0       | Largo medio alcance |       | 24    |       | 175   | 199   |                                                   |
| Boeing 777-346ER  | 11    | 0       | Ultra largo alcance | 8     | 49    | 40    | 147   | 244   | A ser remplazados en 2028 por A350-1000           |
| Boeing 787-8      | 23    |         | Ultra largo alcance |       | 42    |       | 144   | 186   |                                                   |
| Boeing 787-9      | 22    | 0       | Ultra largo alcance | 0     | 52    | 35    | 116   | 203   |                                                   |
| Carga             |       |         |                     |       |       |       |       |       |                                                   |
| Boeing 767-300BCF | 2     | 1       | Carga               | Carga | Carga | Carga | Carga | Carga | Entregas comenzaron en 2023.                      |
| Total:            | 145   | 51      |                     |       |       |       |       |       |                                                   |

### Histórica
| Avión                      | Total | Introducido | Retirado | Notas                                                                            |
| -------------------------- | ----- | ----------- | -------- | -------------------------------------------------------------------------------- |
| Airbus A300-600B4          | 22    | 2006        | 2011     |                                                                                  |
| Boeing 737-400             | 7     | 1995        | 2003     |                                                                                  |
| Boeing 747-100             | 20    | 1970        | 2006     |                                                                                  |
| Boeing 747-200             | 34    | 1971        | 2008     |                                                                                  |
| Boeing 747-300             | 16    | 1984        | 2009     |                                                                                  |
| Boeing 747-400             | 44    | 1990        | 2011     | Fue uno de los mayores operadores del Boeing 747-400, junto con United Airlines. |
| Boeing 767-200             | 3     | 1985        | 2011     |                                                                                  |
| Boeing 767-346             | 22    | 1989        | 2021     |                                                                                  |
| Douglas DC-8-30            | 4     | 1960        | 1975     |                                                                                  |
| Douglas DC-8-50            | 16    | 1962        | 1982     |                                                                                  |
| Douglas DC-8-60            | 38    | 1968        | 1988     |                                                                                  |
| McDonnell Douglas DC-10-40 | 20    | 1976        | 2005     |                                                                                  |
| McDonnell Douglas MD-11    | 10    | 1993        | 2004     |                                                                                  |
| McDonnell Douglas MD-80    | 19    | 2006        | 2010     |                                                                                  |
| McDonnell Douglas MD-90    | 16    | 2006        | 2013     |                                                                                  |

## Servicio
| Clase               | Grado | Asiento | Rutas | Aviones                |
| ------------------- | ----- | ------- | --- | ---------------------- |
| JAL Skyslepper      | 180   | 9       | Europa | B777-300ER             |
| JAL Suite           | 180   | 8       | Estados Unidos de América y Canadá | B777-300ER             |
| JAL Shell Flat Neo  | 170   | 77      | Estados Unidos de América | B777-300ER             |
| JAL Shell Flat Seat | 170   | 63      | Oceanía, Europa, Bangkok y Nueva Delhi y vuelos que parten a San Franciso desde Haneda                                                                                     | B777-300ER, B777-200ER |
| JAL Skyrecliner     | 160   | 50      | Asia excepto Bangkok y Nueva Delhi | B767-300ER             |
| JAL Sky Shell Seat  | 120   | 16      | Estados Unidos de América (incluyendo los vuelos que salen de Haneda), Canadá, Europa (incluyendo los vuelos que salen de Haneda), Oceanía, Bangkok, Yakarta y Nuevo Delhi | B767, B777             |
| JAL Economy Class   | 100   | 150     | Todos los Destinos | B767, B777, B737       |